# Fürstenbund (1785)

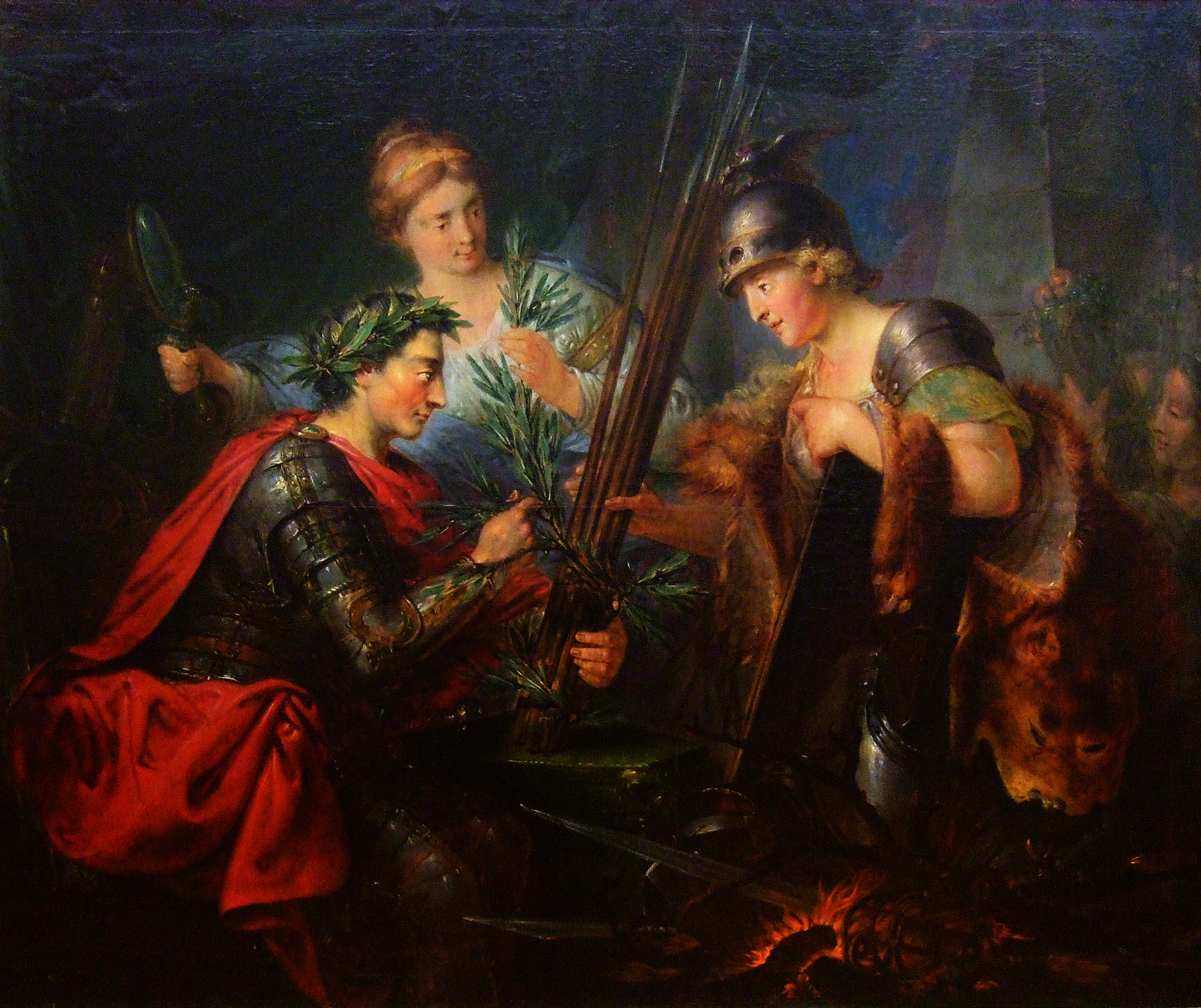
Christian Bernhardt Rode: Allegorie über Friedrich den Großen als Gründer des deutschen Fürstenbunds, 1786

Der Fürstenbund von 1785 war eine bis 1791 bestehende Allianz Preußens sowie der Kurfürstentümer Braunschweig-Lüneburg und Sachsen mit 14 kleineren Fürsten des Heiligen Römischen Reiches Deutscher Nation. Er richtete sich erfolgreich gegen den Plan Kaiser Josefs II. und des Kurfürsten Karl Theodor von Pfalz-Baiern, die Österreichischen Niederlande gegen Altbayern zu tauschen. Dies hätte einen bedeutenden Machtzuwachs des Kaisers und der Habsburgermonarchie im Reich bedeutet und zugleich einen starken, von der Pfalz bis zur Kanalküste reichenden Länderkomplex geschaffen.

## Geschichte
Am 23. Juli 1785 schloss sich König Friedrich II. von Preußen als Markgraf von Brandenburg mit dem britischen König Georg III. als Herzog von Braunschweig-Lüneburg und Kurfürst Friedrich August I. von Sachsen zum Drei-Kurfürstenbund zusammen. Dieser wuchs durch den Beitritt weiterer Reichsfürsten rasch zum Fürstenbund an. Dazu gehörten u. a. die Herzöge von Pfalz-Zweibrücken, Braunschweig-Wolfenbüttel, Sachsen-Gotha-Altenburg, Sachsen-Weimar und Mecklenburg, die Markgrafen von Baden und Ansbach-Bayreuth, der Landgraf von Hessen-Kassel, der Fürstbischof von Osnabrück und der Fürst von Anhalt. Außer diesen protestantischen Reichsfürsten traten auch der katholische Kurfürst und Erzbischof von Mainz, Friedrich Karl Freiherr von Erthal und 1787 auch dessen Koadjutor, Karl Theodor Freiherr von Dalberg, dem Fürstenbund bei.
Der Bund zielte auf die Wahrung der bestehenden Verfassungsordnung und der Besitzverhältnisse im Reich, die durch die Pläne des habsburgischen Kaisers und des pfälzisch-bayrischen Kurfürsten erheblich ins Ungleichgewicht geraten wären. Der Initiator des Bundes, Friedrich II., trat daher als konservativer Bewahrer der Reichsverfassung auf und profitierte dabei von dem Prestige, das er seit dem Ende des Siebenjährigen Krieges in weiten Teilen Deutschlands genoss. Allerdings sah er den Bund vor allem als Instrument im Rahmen des Preußisch-Österreichischen Dualismus und nutzte ihn, um ein für Preußen günstiges, anti-habsburgisches Gegengewicht unter den Reichsständen zu schaffen. 
Als der Ländertausch zwischen Josef II. und Karl Theodor am Widerstand des Fürstenbundes scheiterte, hatte die Allianz daher aus preußischer Sicht ihren Zweck erfüllt. In der Folge hintertrieb Preußen die Politik des Mainzer Kurfürsten, der zugleich Reichserzkanzler war und sich wie andere Mitglieder des Bundes von diesem eine umfassende Reichsreform versprochen hatte. 
Friedrichs Nachfolger, König Friedrich Wilhelm II. von Preußen, zog sich schließlich 1788 aus dem Bund zurück. Als die beiden deutschen Großmächte, Österreich und Preußen, sich infolge der Französischen Revolution wieder annäherten und 1791 ein gemeinsames Vorgehen gegen Frankreich vereinbarten, verlor der Fürstenbund vollends seine Bedeutung und zerfiel.

## Bedeutung
Die Geschichte des Fürstenbunds von 1785 zeigt, dass nach dem Siebenjährigen Krieg keine wesentliche Veränderung an den verfassungsrechtlichen und territorialen Verhältnissen im Reich gegen den Willen Preußens durchsetzbar war. Im ausgehenden 19. und beginnenden 20. Jahrhunderts wurde der Bund als früher Ausdruck von „Preußens deutscher Sendung“ gesehen, als Vorläufer der später so genannten kleindeutschen Lösung, der Einigung Deutschlands unter preußischer Führung und unter Ausschluss Österreichs, wie sie im 1871 gegründeten Deutschen Reich realisiert wurde. Diese Sichtweise wird in der heutigen Forschung allgemein verworfen, die den Fürstenbund als bloßes Instrument preußischer Großmachtpolitik betrachtet.